# Asplenium cimmeriorum
Asplenium cimmeriorum là một loài dương xỉ trong họ Aspleniaceae. Loài này được Brownsey & de Lange mô tả khoa học đầu tiên.
Danh pháp khoa học của loài này chưa được làm sáng tỏ. 